# Mortoniellus
Mortoniellus is een geslacht van rechtvleugeligen uit de familie sabelsprinkhanen (Tettigoniidae). De wetenschappelijke naam van dit geslacht is voor het eerst geldig gepubliceerd in 1909 door Griffini.

## Soorten
Het geslacht Mortoniellus omvat de volgende soorten:
- Mortoniellus azuriventer Karny, 1924
- Mortoniellus concolor Kästner, 1933
- Mortoniellus digitatus Karny, 1931
- Mortoniellus karnyi Griffini, 1909
- Mortoniellus macrognathus Ingrisch, 1995
- Mortoniellus ovatus Ingrisch, 1995
- Mortoniellus parvus Ingrisch, 1995